# رونالد كلارك
رونالد كلارك (22 فبراير 1895 - 20 فبراير 1983)  (بالإنجليزية: Ronald Clark)‏ هو لاعب كريكت بريطاني (وحمل سابقاً جنسية المملكة المتحدة لبريطانيا العظمى وأيرلندا).